# 1973 (James Blunt)
1973  reprezintă prima piesă din albumul secund al lui James Blunt, All the Lost Souls, realizată în anul 2007. Melodia a fost scrisă de James Blunt și de Mark Batson.

## Inspirație
Piesa a fost inspirată de o scenă de club din Ibiza, unde Blunt deține o locuință.. De asemenea, Blunt a declarat pe 8 septembrie 2007 la un post de radio că fata din versuri, Simona este chiar o persoană adevarată, cu care s-a întâlnit într-un club din Ibiza. 

## Track-listing
CD1
1. "1973" – 4:44
2. "Dear Katie" – 2:20

CD2
1. "1973" – 4:44
2. "Annie" (Live From The Garden Shed) – 3:26
3. "So Happy" – 3:36
4. "1973" (Video) – 3:58

7" vinyl
1. "1973" – 4:44
2. "So Happy" – 3:36

## Clasament
| Clasament                             | Poziție vârf |
| ------------------------------------- | ------------ |
| Argentine Singles Chart               | 8            |
| Australian ARIA Singles Chart         | 11           |
| Ö3 Austria Top 40                     | 1            |
| Belgium Singles Chart                 | 1            |
| Brazil Singles Chart                  | 4            |
| Canadian Hot 100 Singles Chart        | 13           |
| Canada Download Chart                 | 11           |
| Canada Airplay Chart                  | 18           |
| Chile Singles Chart                   | 50           |
| Czech Singles Chart                   | 6            |
| Denmark Singles Chart                 | 3            |
| Estonia Singles Chart                 | 1            |
| Europe Top 200                        | 1            |
| Euro Air Play Top 100                 | 1            |
| Finland Singles Chart                 | 11           |
| German Singles Chart                  | 2            |
| Greece Singles Chart                  | 2            |
| Hong Kong Singles Chart               | 1            |
| Hungary Singles Chart                 | 11           |
| Ibero América Singles Chart           | 8            |
| Indonesia Singles Chart               | 3            |
| Italy Singles Chart                   | 1            |
| Italy Top Digital Download Chart      | 2            |
| Ireland Singles Chart                 | 5            |
| Latin America Singles Chart           | 8            |
| Latvian Airplay Top                   | 1            |
| Lithuania Single Chart                | 1            |
| Luxembourg Single Chart               | 2            |
| Malta Singles Chart                   | 9            |
| México Top 100 Singles Chart          | 14           |
| Netherlands Singles Chart 1           | 8            |
| Netherlands Singles Chart 2           | 2            |
| Netherlands Antilles Singles Chart    | 3            |
| New Zealand Singles Chart             | 9            |
| Norway Singles Chart                  | 10           |
| Poland Singles Chart                  | 3            |
| Portugal Single Chart                 | 35           |
| Romanian Singles Chart                | 31           |
| Singapore Singles Chart               | 2            |
| Slovakia Singles Chart                | 2            |
| Slovenia Singles Chart                | 2            |
| South Korea Singles Chart             | 2            |
| Spain Singles Chart                   | 8            |
| Sweden Singles Chart                  | 7            |
| Switzerland Singles Chart             | 1            |
| Taiwan Singles Chart                  | 1            |
| Thailand Singles Chart                | 5            |
| Tokyo Hot 100                         | 5            |
| UK Singles Chart                      | 4            |
| UK Download Chart                     | 4            |
| Ukraine Airplay Chart                 | 3            |
| US Billboard European Hot 100 Singles | 1            |
| US Billboard Hot 100                  | 73           |
| US Billboard Hot Digital Songs        | 59           |
| US Billboard Pop 100                  | 77           |
| Venezuela Singles Chart               | 1            |

## Certificații
| Țară           | Certificație | Data | Vânzări  |
| -------------- | ------------ | ---- | -------- |
| Germania       | Aur          | 2007 | 150,000+ |
| Marea Britanie | Argint       | 2013 | 200,000+ |